# Transgranični park Veliki Limpopo
Transgranični park Veliki Limpopo je nacionalni park koji se proteže kroz nekoliko južnoafričkih država na površini od 35 000 km². Povezuje nacionalni park Limpopo (ranije poznat kao Coutada 16) u Mozambiku, nacionalni park Kruger u Južnoj Africi, nacionalni park Gonarezhou, utočište Manjinji Pan i područje Malipati safari u Zimbabveu, kao i područje između Krugera i Gonarezhoua, Sengwe zajedničko zemljište u Zimbabveu i regiji Makuleke u Južnoj Africi.

## Povijest
Memorandum o razumijevanju za stvaranje parka mira potpisan je 10. studenog 2000. kao Transgranični park Gaza-Kruger-Gonarezhou. U listopadu 2001. ime je promijenjeno u Transgranični park Veliki Limpopo. Dana 9. prosinca 2002. godine, Transgranični park Veliki Limpopo (GLTP) proglasili su predstavnici država Mozambik, Južne Afrike i Zimbabvea potpisivanjem međunarodnog ugovora u Xai-Xaiju u Mozambiku.
Do 5. Svjetskog kongresa parkova održanog u Durbanu u Južnoj Africi 2003. godine sporazum nije ratificiran u Mozambiku i Zimbabveu.
Ograde između parkova počele su se rušiti što je omogućilo životinjama da zauzmu svoje stare migracijske rute koje su prije bile blokirane zbog političkih granica.
Dana 4. listopada 2001. prvih 40 (uključujući 3 rasplodna stada) od planiranih 1000 slonova premješteno je iz prenaseljenog Nacionalnog parka Kruger u ratom razoreni Nacionalni park Limpopo. Za dovršetak translokacije bilo bi potrebno dvije i pol godine.
Nova granična postaja Giriyondo između Južne Afrike i Mozambika započela je u ožujku 2004.
U srpnju 2018., Zaklada Parkovi mira i Nacionalna uprava Mozambika za zaštićena područja potpisali su sporazum o suradnji na upravljanju i razvoju Nacionalnog parka Banhine.

## Park uključuje
- Veliki prekogranični park Limpopo
  - Nacionalni park Kruger - oko 18 989 km² (uključujući privatne farme divljači koje su potpisnice Sporazuma o prekograničnoj suradnji Velikog Limpopa (GLTFCA), npr. Rezervat divljači Mjejane[2])
  - Regija Makuleke i Makuleke oko 240 km²
  - Nacionalni park Limpopo (Mozambik) - oko 10 000 km²
  - Nacionalni park Banhine (Mozambik) - oko 7000 km²
  - Nacionalni park Zinave (Mozambik) - oko 6000 km²
  - Rezervat za slonove Maputo (Mozambik) - oko 700 km²
  - Nacionalni park Gonarezhou (Zimbabve) - oko 5 053 km²
  - Utočište Manjinji Pan (Zimbabve)
  - Malipati Safari područje (Zimbabve)
  - Sengwe Safari područje (Zimbabve)

## Galerija
- Slon prelazi cestu u Nacionalnom parku Kruger.
- Ptica koja jaše žirafu u Nacionalnom parku Kruger.
- Dvije lavice na odmoru nakon neuspješnog lova u Nacionalnom parku Kruger
- Duboki kanjon rijeke Luvuvhu u klancu Lanner u Makulekeu

Ovaj park obuhvaća niz divljih životinja uključujući sisavce kao što su slon, južni bijeli nosorog, žirafa, plavi gnu, leopard, lav, gepard, mungos i pjegava hijena.
Od 2005. godine zaštićeno područje se smatra mjestom za očuvanje lavova.

## Aktivnosti
- Shingwedzi 4x4 eko-staza: petnoćna, šestodnevna potpuno samodostatna 4x4 staza. Počinje na izletištu Pafuri u Nacionalnom parku Kruger, ulazi u Mozambik na graničnoj postaji Pafuri i prolazi kroz Parque Nacional do Limpopo, sektor Mozambika u transgraničnom parku Veliki Limpopo, kampirajući na tlu i na obalama rijeka.
- Kanu staza Rio Elefantes: trodnevno veslanje niz Rio Elefantes (rijeku Olifants) od ušća u Shingwedzi do ušća u Limpopo. Kampiranje u divljini na obali rijeke u rustikalnim kampovima. Vođeno, potpuno opremljeno i portirano.
- Palarangala Wilderness Trail: tri noći provedene u kampiranju u rustikalnom kampu s bushcampom s danima provedenim u istraživanju netaknute divljine prepune divljači iz susjednog Nacionalnog parka Kruger. Vodeni i potpuno opskrbljeni.
- Lebombo planinarska staza: tronoćna i četverodnevna staza provedena u planinarenju kroz netaknutu divljinu uz opažanje ptica i divljači. Potpuno opskrbljen s noćenjem u rustikalnim kampovima. Vođeno, potpuno opremljeno i portirano.
- Izlet i ribolovna staza u klancu Elefantes: tri noći i četiri dana potpuno samodostatna vođena staza provedena u prelasku visoravni Lebombos, kampiranju u divljini i pecanju s obala brane Massingir, važnog gniježđenja nilskih krokodila.[4]

## Vanjske poveznice
- Park Veliki Limpopo
- Zaklada Parkovi mira
- Službena stranica SANParksa
- Veliki Limpopo kampovi i putevi